# Monotoma bicolor
Monotoma bicolor is een keversoort uit de familie kerkhofkevers (Monotomidae). De wetenschappelijke naam van de soort werd in 1835 gepubliceerd door A. Villa & G.B. Villa.